# Bryocyclops absalomi
Bryocyclops absalomi – gatunek widłonoga z rodziny Cyclopidae. Nazwa naukowa gatunku została po raz pierwszy opublikowana w 1981 roku przez izraelskiego zoologa pochodzenia rumuńskiego – Francisa Dov Pora.